# Autodromo Nazionale di Monza
Az 5 kilométer hosszú Autodromo Nazionale di Monza olaszországi versenypályán, a Monzai Királyi Parkban, Milánótól északkeletre 1922. szeptember 3-án rendezték meg a nyitóversenyt. A versenypályán autó és motorversenyeket rendeznek. 1950 óta rendezik meg itt mindössze egyetlen éves megszakítással a Formula–1 olasz nagydíjat. 1980-ban a pálya átépítése miatt az olasz nagydíjat egy évre az imolai Autodromo Enzo e Dino Ferrari versenypályára helyezték át.
A pályán 1992 óta több nagy változtatást hajtottak végre a sikánokon. Az 1935-ben épített három híres sikán: a Prima Variante, a Variante della Roggia és a Variante Ascari. Ezek a kanyarok egészen az 1970-es évekig ki voltak iktatva a pályából.
A versenypálya a rajta elérhető nagy átlagsebességek miatt igen veszélyesnek számít. Sok halálos baleset történt, mint az 1961-ben meghalt akkori világbajnokságot vezető Wolfgang Graf Berghe von Trips (aki mellett még 15 néző vesztette életét), vagy Rupert Hollaus és a posztumusz világbajnok Jochen Rindt 1970-ben.
Az eredetileg versenyre és tesztelésre tervezett pályához egy bedöntött kanyarokkal rendelkező oválgyűrűt is építettek, melyet legutoljára 1961-ben használtak a Formula–1-ben. A teljes pálya (az ovál és a hagyományos pálya együttese) 10 kilométer hosszú volt. A rajt-célegyenesen ekkor egymással párhuzamosan haladtak el a versenyzők. Az ovál ma már omladozó állapotban van.

## Vonalvezetések

1922-1933, 1955-1956, 1960-1961
1935-1937
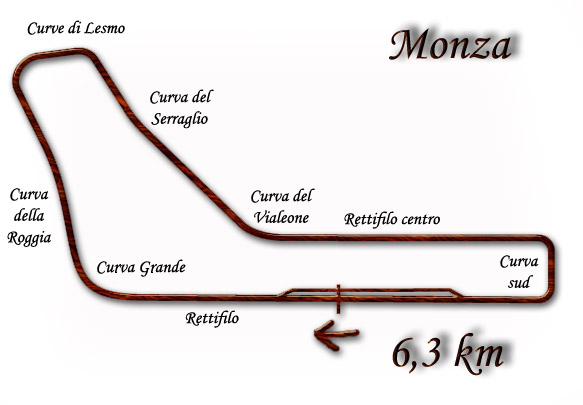
1950-1954
Csak az Oval pálya (1955-1971)
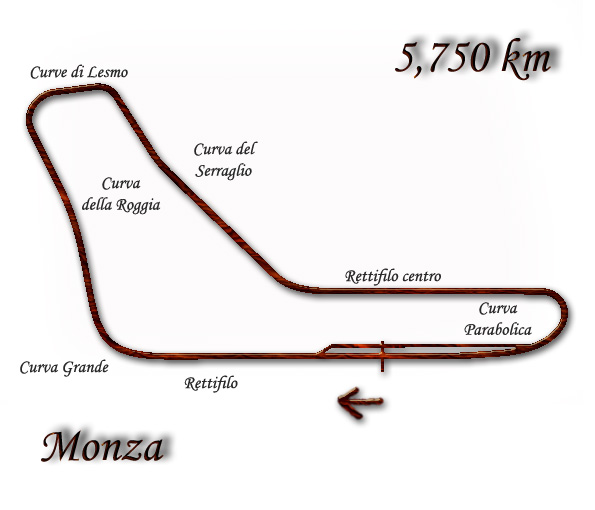
1957-1959, 1962-1971
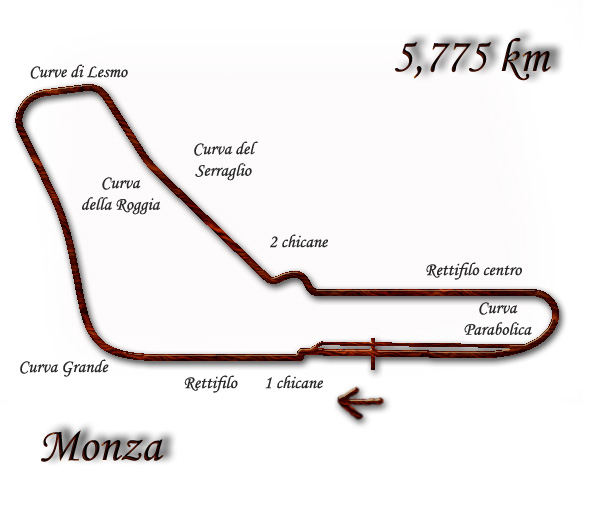
1972-1973
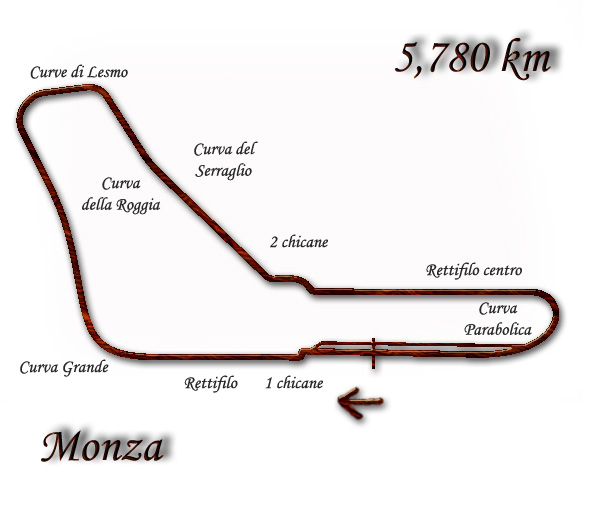
1974-1975
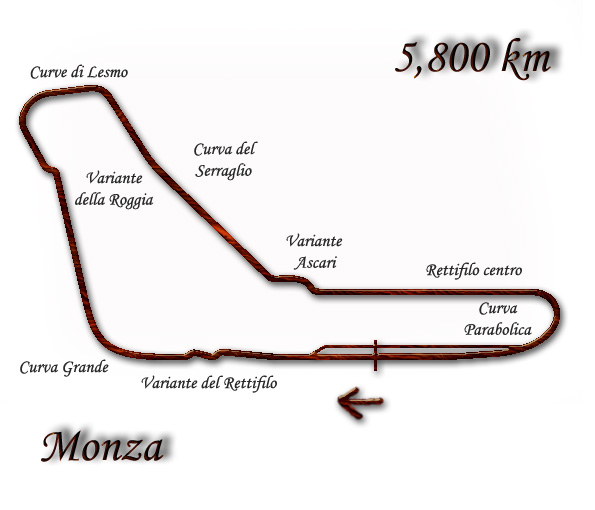
1976-1994
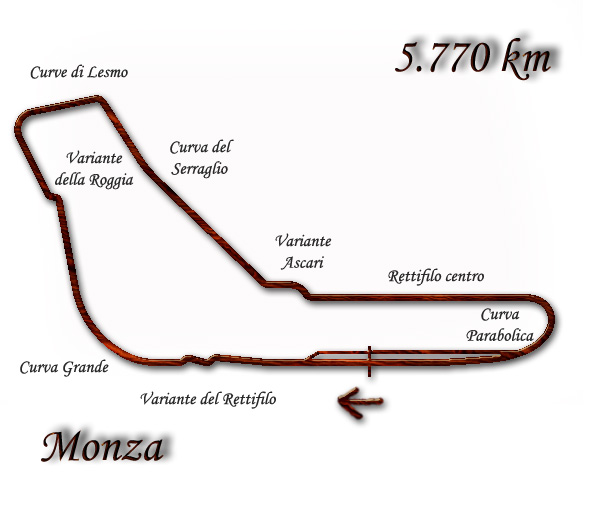
1995-1999
2000-

## Képek

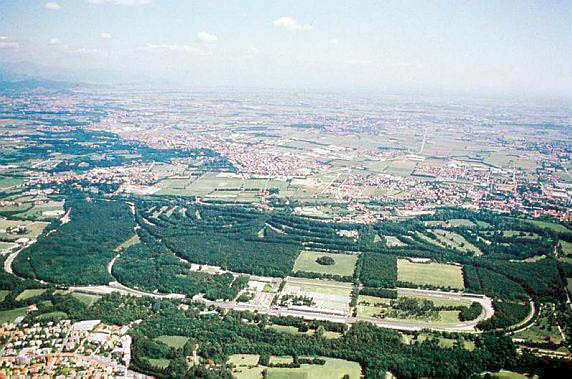
Légifelvétel a versenypályáról
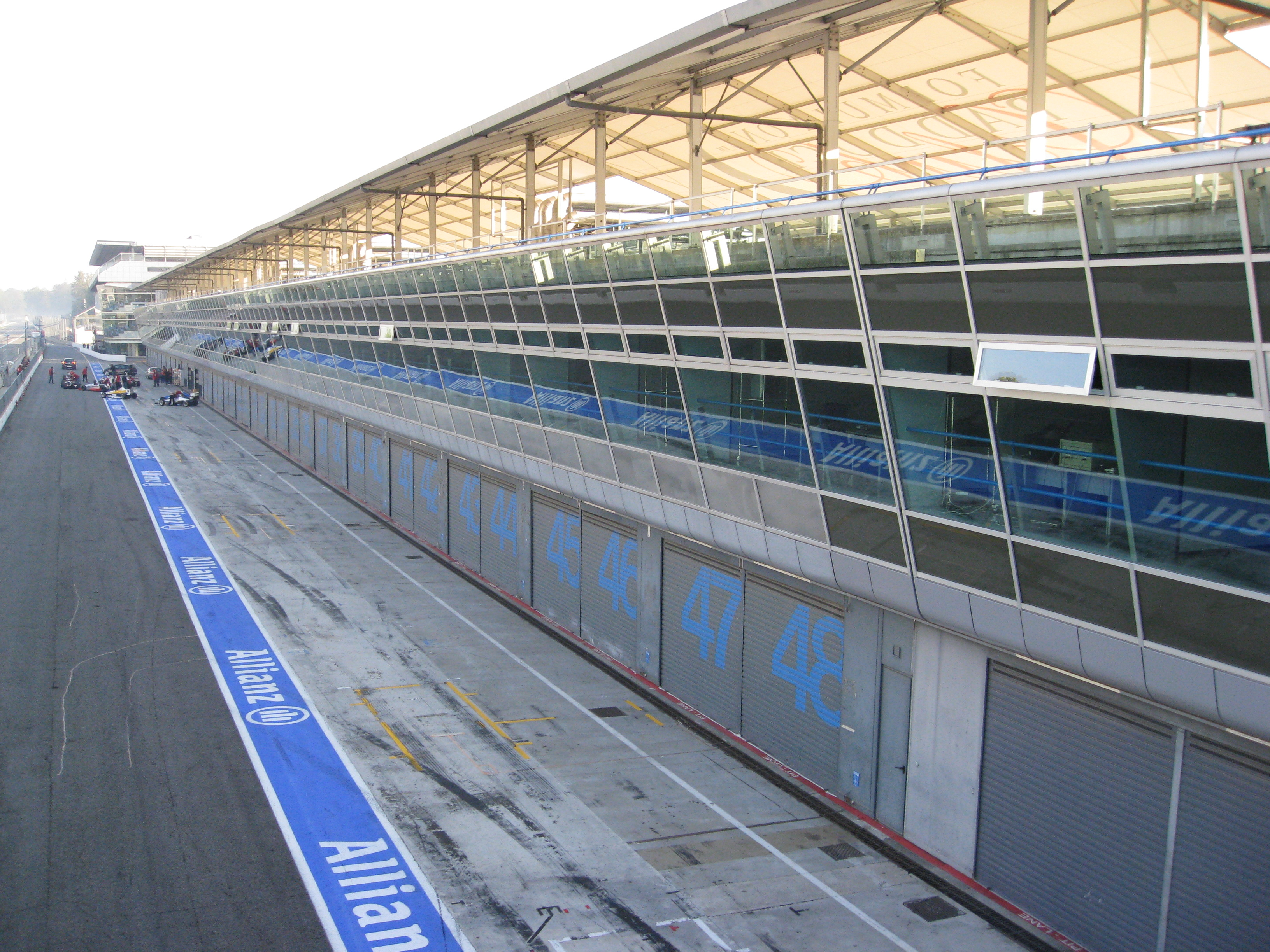
A boxutca
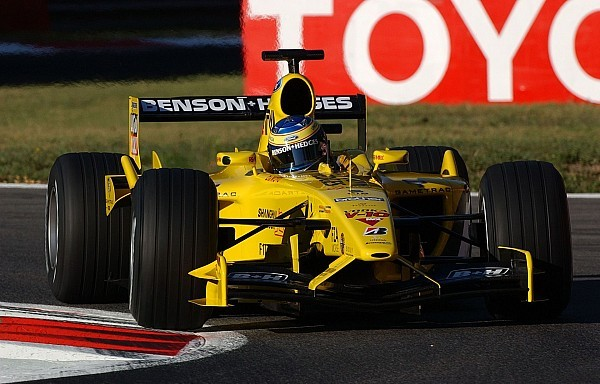
Baumgartner Zsolt a 2003-as Olasz nagydíjon